# James Lilja
James Frederick Lilja (Los Gatos, maggio 1966) è un batterista statunitense.
È stato il batterista dei Clowns of Death e della band punk Offspring dal 1984 al 1987.

## Biografia
Quando James era nel gruppo, ha aiutato a scrivere la canzone Beheaded. Dexter Holland ha detto: "James desiderava di entrare alla scuola medica così tanto da non venire alle prove, così l'abbiamo lasciato andare". Dopo aver finito la scuola medica, Lilja è diventato oncologo ginecologico. Nella scuola era il batterista della band del U. Pittsburgh Med School house, i The Sons of Cecil (nominato in seguito Cecil Jacobson, un uomo che ha aiutato donne affette da sclerosi multipla inconsapevole, nella sua clinica di fertilità, con il proprio materiale genetico).
Successivamente, Lilja ha messo in evidenza la cover band Tastes Like Chicken, composta da dottori di diversi ospedali di Houston. La band era famosa localmente per non aver fatto nessun demo, nessuna canzone originale ed il rifiuto di diventare famosi su scala nazionale, tuttavia, la band aveva molti fan tramite il passaparola nei reparti degli ospedali per cui i membri del gruppo lavoravano.
Attualmente, Lilja è un chirurgo a tempo pieno che lavora a San Jose, in California, dove suona con la band Happy Accident.